# Október 1.
Október 1. az év 274. (szökőévben 275.) napja a Gergely-naptár szerint. Az évből még 91 nap van hátra.
Névnapok: Malvin + Bazsó, Diké, Euridiké, Ludovika, Malvina, Remig, Rémus, Rémusz, Rómeó, Teréz, Tereza, Teréza, Terézia, Teri, Terka, Tessza

## Események
- I. e. 331 – A Gaugamélai csata Nagy Sándor és III. Dareiosz között.
- 965 – XIII. János pápa megválasztása.
- 1273 – Habsburg Rudolfot választják német királynak.[1]
- 1330 – Dörögdi Miklós kerül az egri püspöki székbe.
- 1579 – Megérkeznek az első jezsuita szerzetesek Kolozsvárra.
- 1847 – Ernst Werner von Siemens német feltaláló megalapítja a Siemens AG & Halske céget.
- 1848 – A pákozdi csatavesztés után Jellasics császári tábornok hadereje elvonul Bécs felé.
- 1848 – A magyar képviselőház Szemere Bertalant és Mészáros Lázárt az Országos Honvédelmi Bizottmány tagjaivá választja.
- 1850 – Az Ausztria és Magyarország közötti belső vámhatárokat részlegesen felszámolják.
- 1850 – Bevezetik a bélyegilletéket Magyarországon.
- 1867 – Megkezdi működését a Magyar Általános Hitelbank.
- 1869 – Az Osztrák–Magyar Monarchiában (a világon elsőként) bevezetik a postai levelezőlapok használatát.
- 1880 – Thomas Alva Edison elkezdi az elektromos lámpák sorozatgyártását
- 1887 – Megnyílik Budapest első villamosvonala a Nyugati pályaudvar és a Király utca között, ezzel Magyarországon is megjelenik a villamosított közúti vasút.
- 1891 – Megnyílik a Stanford Egyetem Kaliforniában.
- 1898 – Átadják a forgalomnak az al-dunai Vaskapu-csatornát.
- 1908 – Henry Ford bemutatja a Ford T-modellt.
- 1908 – A Rókusi pályaudvar és a Személy pályaudvar között útjára indul a szegedi villamos.
- 1928 – A Szovjetunióban bevezetik az első ötéves tervet.
- 1929 – A Szovjetunióban bevezetik a  forradalmi naptár használatát.
- 1932 – Gömbös Gyula alakít kormányt Magyarországon.
- 1936 – Francisco Franco Generalissimus (Generalísimo) beiktatása a spanyol államfői tisztségbe.
- 1938 – A Német Birodalom annektálja a Szudétavidéket (Csehszlovákia 1/3-ad részét).
- 1939 – A német haderő bevonul Varsóba.
- 1941 – Megjelent a Magyar Csillag című irodalmi és kritikai folyóirat első száma, mely a Nyugat utódjaként Illyés Gyula szerkesztésében Schöpflin Aladár társszerkesztővel mintegy 48 számban jelent meg a IV. évfolyam 7. számig, 1944. április 1-jéig.
- 1944 – Tildy Zoltán a Magyar Front nevében követeli a háborúból való kilépést és az ellenzéki pártok bevonásával koalíciós kormány megalakítását.
- 1946 – Véget ér a nürnbergi per. 22 náci vezetőt bűnösnek talált háborús bűnök elkövetésében a Nemzetközi törvényszék.
- 1946 – Nagy-Britanniában megalapították a Mensát, mely a magas IQ-val rendelkező emberek nemzetközi szervezete.
- 1947
  - Az ENSZ elutasítja Magyarország felvételi kérelmét.
  - Megnyitja kapuit a Kossuthról elnevezett új katonai akadémia. (Az első itt végzett tiszteket 1948 augusztusában avatták fel.)[2]
- 1958 – A NASA létrehozása.
- 1961 – Párizsban megalakul az OECD (Organization of Economic Cooperation and Development).
- 1964 – Japánban üzembe helyezik az első Shinkansen vonalat Tokió és Ószaka között Hikari vonatokat adva ki rá.
- 1966 – Megkezdi működését ideiglenes helyén, a Hevesi Sándor téren a Nemzeti Színház.
- 1969 – Neuwerk-sziget Alsó-Szászországból Hamburg tartomány fennhatósága alá kerül.
- 1971 – Orlando városában megnyílik a Walt Disney World.
- 1977 – Közös szovjet-amerikai nyilatkozat a közel-keleti helyzetről.
- 1982 – Elkezdik árulni az első CD-lejátszókat, a Sony, a Philips és a Polygram közös tervezésében (625 dolláros áron).
- 1982 – Helmut Kohlt (CDU) választják meg a Német Szövetségi Köztársaság kancellárjává.
- 1988 – Mihail Gorbacsovot, az SZKP főtitkárát a Legfelső Tanács államfővé választja, ezzel a Szovjetunió állami és pártvezetése egyetlen ember kezébe kerül.
- 1992 – Megindul a Duna TV műholdas magyar adása.
- 1992 – Az amerikai szenátus ratifikálja a START szerződést.
- 1992 – Elindul a Cartoon Network.
- 2003 – Három korábbi szervezetből létrejön a JAXA Japán Űrügynökség.
- 2006 - A Club magyar tévécsatornát átnevezik Zone Clubra.
- 2007 – Libanoni katonák elfogják a Fatah al-Iszlám szervezet katonai vezetőjét, Naser Ismailt az észak-libanoni Baddávi palesztin menekülttáborban.
- 2007 – Az amerikai vezérkari főnökök egyesített bizottságának elnökét, Peter Pace vezérezredest Mike Mullen tengernagy váltja fel.
- 2008 – Elindul az amerikai Comedy Central humorcsatorna magyar változata.
- 2012 – Elindul a közép-európai RTL II televízió.
- 2013 – Elindul az AXN társcsatornája, az AXN White és az AXN Black.

## Sportesemények
Formula–1
- 1967 –  amerikai nagydíj, Watkins Glen - Győztes:  Jim Clark  (Lotus Ford)
- 1978 –  amerikai nagydíj - Kelet, Watkins Glen - Győztes:  Carlos Reutemann  (Ferrari)
- 1989 –  spanyol nagydíj, Jerez - Győztes: Ayrton Senna  (McLaren Honda)
- 1995 –  európai nagydíj, Nürburgring - Győztes: Michael Schumacher   (Benetton Renault)
- 2006 –  kínai nagydíj, Shanghai - Győztes: Michael Schumacher  (Ferrari)
- 2017 –  maláj nagydíj, Sepang International Circuit - Győztes: Max Verstappen  (Red Bull-TAG Heuer)

## Születések
- 1207 – III. Henrik angol király († 1272)
- 1507 – Giacomo Barozzi da Vignola itáliai építész, a 16. századi manierizmus egyik fő képviselője († 1573)
- 1685 – VI. Károly német-római császár, III. Károly néven magyar király, II. Károly néven cseh király († 1740)
- 1713 – Ráday Gedeon költő, műfordító, politikus († 1792)
- 1826 – Karl von Piloty német festő († 1886)
- 1848 – Jekelfalussy Lajos magyar katonatiszt, altábornagy és honvédelmi miniszter († 1911)
- 1865 – Paul Dukas francia zeneszerző, zenekritikus, zenetudós és tanár († 1935)
- 1877 – Erdélyi Mór magyar nyomdász, szociáldemokrata politikus († 1929)
- 1881 – William Edward Boeing amerikai mérnök, a Boeing gyár alapítója († 1956)
- 1884 – boldogfai Farkas Dénes magyar mezőgazdász, politikus, országgyűlési képviselő († 1973)
- 1885 – Medek Anna opera-énekesnő († 1960)
- 1899 – Bárdos Lajos magyar zeneszerző, karnagy, zeneteoretikus († 1986)
- 1900 – Pápay Klára magyar színésznő, író, műfordító († 1984)
- 1903 – Charlie Booth ausztrál atléta († 2008)
- 1903 – Pierre Veyron francia autóversenyző († 1970)
- 1903 – Vladimir Horowitz ukrán származású amerikai zongoraművész († 1989)
- 1907 – Pártos Ödön magyar-izraeli hegedűművész, zeneszerző († 1977)
- 1914 – Gellért Endre Kossuth-díjas magyar rendező, főiskolai tanár, érdemes és kiváló művész († 1960)
- 1920 – Walter Matthau Oscar-díjas amerikai színész († 2000)
- 1922 – Jang Csen-ning Nobel-díjas kínai-amerikai fizikus, a statisztikus fizika és a szimmetriaelvek területének szakértője
- 1922 – Haraszin Tibor magyar színész († 1991)
- 1924 – Jimmy Carter, az Amerikai Egyesült Államok 39. elnöke († 2024)
- 1926 – Bese Lajos nyelvész, Mongólia-kutató († 1988)
- 1927 – Oleg Nyikolajevics Jefremov orosz színész, rendező († 2000)
- 1927 – Tom Bosley amerikai színész, „Dowling atya” alakítója († 2010)
- 1927 – Kurtág Márta (Kurtág Györgyné) magyar zongoraművész, zenetanár († 2019)
- 1928 – Willy Mairesse belga autóversenyző († 1969)
- 1929 – Házy Erzsébet Kossuth-díjas magyar operaénekes († 1982)
- 1930 – Ormos Mária Széchenyi-díjas magyar történész, egyetemi tanár, akadémikus († 2019)
- 1930 – Frank Gardner ausztrál autóversenyző († 2009)
- 1930 – Philippe Noiret francia színész († 2006)
- 1930 – Sir Richard Harris ír színész († 2002)
- 1930 – Táncsics Mária magyar színésznő († 1993)
- 1931 – Lovas István magyar magfizikus, részecskefizikus, a Debreceni Egyetem nyugalmazott tanára, akadémikus († 2014)
- 1935 – Julie Andrews Oscar-díjas angol színésznő
- 1937 – Balázs Árpád Erkel Ferenc-díjas magyar zeneszerző
- 1942 – Jean-Pierre Jabouille francia autóversenyző († 2023)
- 1943 – Jean-Jacques Annaud francia író, filmrendező
- 1945 – Molnár Piroska Kossuth-díjas magyar színésznő, a nemzet színésze
- 1945 – Patty Shepard amerikai-spanyol színművész († 2013)
- 1947 – Som Lajos magyar zenész, gitáros, a Piramis együttes vezetője († 2017)
- 1947 – Veres Mariska magyar származású holland énekesnő, dalszövegíró, a Shocking Blue énekese († 2006)
- 1948 – Cságoly Ferenc magyar műépítész, egyetemi tanár
- 1952 – Bari Károly Kossuth-díjas magyar költő, műfordító
- 1954 – Fábián Éva magyar énekesnő
- 1963 – Jean-Denis Deletraz svájci autóversenyző
- 1975 – Víctor García mexikói énekes
- 1979 –
  - Pukli István magyar–történelem szakos tanár
  - Senhit eritreai származású olasz énekesnő
- 1981 – Bálint Ádám magyar színész, énekes
- 1986 – Orbán Adrienn magyar kézilabdázó
- 1986 – Yediel Canton spanyol műkorcsolyázó
- 1986 – Marek Łyszczarz lengyel tornász
- 1987 – Maro Joković horvát vízilabdázó
- 1988 – Cariba Heine ausztrál/dél-afrikai színésznő
- 1989 – Brie Larson Oscar-díjas amerikai színésznő
- 1991 – Gus Kenworthy amerikai síakrobata
- 2001 – Mason Greenwood angol labdarúgó

## Halálozások
- 1499 – Marsilio Ficino itáliai orvos, filozófus és humanista (* 1433)
- 1684 – Pierre Corneille francia drámaíró (* 1606)
- 1856 – Christian zu Leiningen-Westerburg császári és királyi altábornagy (* 1812)
- 1911 – Wilhelm Dilthey német filozófus, pszichológus, pedagógus (* 1833)
- 1916 – Pap Béla magyar katonatiszt, altábornagy és honvédelmi miniszter (* 1845)
- 1945 – Mikola Sándor magyar pedagógus, fizikatanár (* 1871)
- 1952 – John Langenus belga nemzetközi labdarúgó-játékvezető (* 1891)
- 1960 – Jim Packard amerikai autóversenyző (* 1931)
- 1963 – William „Mac” Brazel, amerikai farmer, a roswelli ufószerencsétlenség állítólagos szemtanúja (* 1899)–
- 1970 – Járay József operaénekes (tenor), a Világ Igaza (* 1913)
- 1972 – Louis Leakey kenyai régész, antropológus és természettudós (* 1903)
- 1978 – Szandai Sándor szobrász (* 1903)
- 1978 – Ország Lili (Majlát Györgyné) magyar festőművésznő (* 1926)
- 1979 – Doc Shanebrook (Merlyn Shanebrook) amerikai autóversenyző (* 1922)
- 1985 – Ninian Sanderson brit autóversenyző (* 1925)
- 1986 – Joe Giba amerikai autóversenyző (* 1909)
- 1986 – Káldor Miklós (Lord Nicholas Kaldor), magyar származású brit közgazdász, egyetemi tanár, az MTA tagja (* 1908)
- 1987 – vitéz Duska László magyar hivatásos katonatiszt, százados (* 1912)
- 1989 – Bertie Bradnack brit autóversenyző (* 1908)
- 1993 – Fran Bošnjaković horvát gépészmérnök, fizikus, a hőtan és energetika kutatója, akadémikus (* 1902)
- 1996 – Csergezán Pál magyar grafikus, festő, illusztrátor (* 1924)
- 2000 – Czigány Judit színművésznő (* 1930)
- 2004 – Richard Avedon amerikai divat- és portréfotós (* 1923)
- 2013 – Giuliano Gemma olasz színész (* 1938)
- 2018 – Charles Aznavour örmény származású francia sanzonénekes (* 1924)
- 2019 – Karel Gott cseh énekes (* 1939)
- 2021 – Tóth József erdélyi református lelkész, egyházi író, országgyűlési képviselő (* 1937)

## Nemzeti ünnepek, emléknapok, világnapok
A katolikusoknál Istenszülő Szűz Mária oltalma
- 1975 óta, Yehudi Menuhin javaslatára minden év október elseje a zene világnapja
- Az Idősek világnapja (1991 óta)
- 1949-ben kikiáltják Mao Ce-tung vezetésével a Kínai Népköztársaságot – Kína nemzeti ünnepe
- A függetlenség napja Nigériában és Ciprusban
- Lisieux-i Szent Teréz (1873–1897), karmelita szerzetes, egyháztanító emléknapja a katolikus egyházban